# Pipestone
Pipestone ist eine Stadt mit dem Status „City“ und Verwaltungssitz des Pipestone County im US-amerikanischen Bundesstaat Minnesota. Das U.S. Census Bureau hat bei der Volkszählung 2020 eine Einwohnerzahl von 4.215 ermittelt.

## Geografie
Pipestone liegt im Südwesten Minnesotas auf der Coteau des Prairies genannten Hochebene, die bis nach Iowa im Süden und South Dakota im Westen reicht. Das Stadtgebiet erstreckt sich über eine Fläche von 10,83 Quadratkilometern.
Benachbarte Orte von Pipestone sind Holland 15 Kilometer nordöstlich, Woodstock 20 Kilometer östlich, Hatfield 13 Kilometer südöstlich, Trosky 15 Kilometer südsüdöstlich, Ihlen 12 Kilometer südsüdwestlich, Egan in South Dakota 29 Kilometer westlich, Flandreau in South Dakota 29 Kilometer westlich, Ward 28 Kilometer nordwestlich und Verdi 28 Kilometer nördlich.
Die nächstgelegenen größeren Städte sind Minneapolis und Minnesotas Hauptstadt Saint Paul 320 bzw. 330 Kilometer ostnordöstlich, Rochester 350 Kilometer östlich, Iowas Hauptstadt Des Moines 480 Kilometer südöstlich, Omaha in Nebraska 340 Kilometer südlich, Sioux Falls in South Dakota 75 Kilometer südwestlich und Fargo in North Dakota 380 Kilometer nördlich.

## Verkehr
In Pipestone treffen der U.S. Highway 75 sowie die Minnesota State Routes 23 und 30 zusammen. Alle weiteren Straßen sind untergeordnete Landstraßen, teils unbefestigte Fahrwege oder innerörtliche Verbindungsstraßen.
Parallel zur MN 23 verläuft eine Eisenbahnstrecke der Marshall Subdivision, die von der BNSF Railway betrieben wird.
Mit dem Pipestone Municipal Airport befindet sich im Süden des Stadtgebiets ein kleiner Flugplatz. Die nächsten größeren Flughäfen sind das Eppley Airfield nahe Omaha 334 Kilometer südlich und der Minneapolis-Saint Paul International Airport 316 Kilometer ostnordöstlich.

## Demografische Daten
Nach der Volkszählung im Jahr 2010 lebten in Pipestone 4317 Menschen in 1923 Haushalten. Die Bevölkerungsdichte betrug 398,6 Einwohner pro Quadratkilometer. In den 1923 Haushalten lebten statistisch je 2,17 Personen.
Ethnisch betrachtet setzte sich die Bevölkerung zusammen aus 90,2 Prozent Weißen, 0,9 Prozent Afroamerikanern, 1,9 Prozent amerikanischen Ureinwohnern, 0,6 Prozent Asiaten sowie 3,5 Prozent aus anderen ethnischen Gruppen; 2,4 Prozent stammten von zwei oder mehr Ethnien ab. Unabhängig von der ethnischen Zugehörigkeit waren 5,2 Prozent der Bevölkerung spanischer oder lateinamerikanischer Abstammung.
23,9 Prozent der Bevölkerung waren unter 18 Jahre alt, 55,2 Prozent waren zwischen 18 und 64 und 20,9 Prozent waren 65 Jahre oder älter. 53,4 Prozent der Bevölkerung war weiblich.

Das mittlere jährliche Einkommen eines Haushalts lag bei 39.884 US-Dollar. Das Pro-Kopf-Einkommen betrug 22.609 US-Dollar. 16 Prozent der Einwohner lebten unterhalb der Armutsgrenze.

## Söhne und Töchter der Stadt
- Roy Alexander Gano (1902–1971), Vizeadmiral[7][8]
- Phil Bruns (1931–2012), Schauspieler
- Vern Ehlers (1934–2017), Politiker
- John Lutz (* 1973), Schauspieler